# 155-мм самоходная гаубица Нора Б-52
155-мм самоходная гаубица Нора Б-52 (серб. Ново OРуђе Aртиљеријe - Новое артиллерийское вооружение) — сербская самоходная гаубица, создана сербским военными инженерами в 2006 году как САУ. Основным орудием является длинноствольная 155-мм самоходная пушка-гаубица. Создана на шасси ФАП-2632 с колёсной формулой 8x8, серийно производится для экспорта на шасси КамАЗ-63501. Обладает защитой против снарядов, пуль, осколков и мин.

## История
В середине 1980-х годов в Югославии основным артиллерийским орудием служила 152-мм пушка-гаубица М84 под кодовым названием «Нора». Военные инженеры Югославии начали работу над новым орудием, от которого требовалась обеспечить дальность от 17140 до 24000 м, однако в итоге удалось довести дальность стрельбы орудия до 28500 м.
Инженерами были предложены несколько новых вариантов орудия:
- буксируемое орудие NORA-A (длина ствола 39 калибров)
- самоходное орудие NORA-B (длина ствола 45 калибров)
- самоходное орудие NORA-C (длина ствола 45 калибров)
- самоходное орудие NORA-C1 (длина ствола 45 калибров)
- самоходное орудие NORA-C2 (длина ствола 45 калибров)
- самоходное орудие NORA-C3 (длина ствола 46 калибров)

В итоге была реализована программа второго типа[второй тип из какого списка?]: буксируемое орудие М46 калибра 130 мм. Само артиллерийское орудие ставилось на открытую движущуюся платформу, хотя впоследствии для него установили дополнительный орудийный щит. Первоначально предполагалось использовать именно советские пушки калибра 130 мм, но позднее со временем на подобные САУ стали устанавливать преимущественно орудия калибром 152 или 155 мм при постоянной длине ствола в 45 калибров. В качестве шасси использовался грузовой внедорожник FAP 2832. Аэродинамические показатели снарядов позволяли повысить дальность стрельбы до 39 км при помощи газогенераторов.
После распада Югославии производство самоходных гаубиц не приостанавливалось, поскольку в использовании подобных орудий были заинтересованы как про-югославские и про-сербские силы, так и боснийцы, хорваты и словенцы.
В 1990-е годы велись активные разработки по улучшению самоходных орудий (новая система отдачи, поворотный держатель), а в конце века первые экземпляры стали поступать на экспорт. Современные гаубицы носят индекс NORA-A1.

## Характеристики

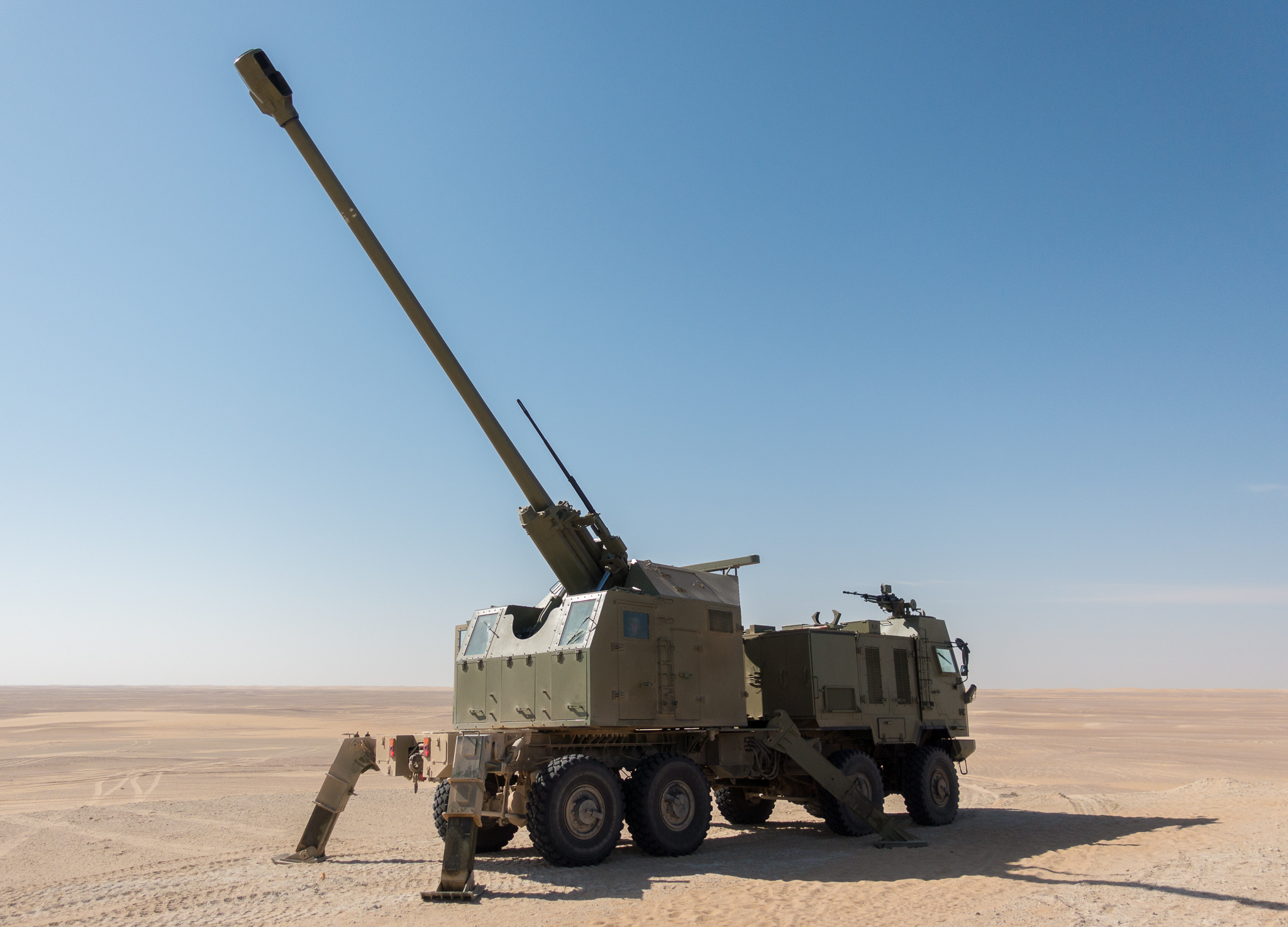
НОРА Б-52 на испытаниях в пустыне ОАЭ
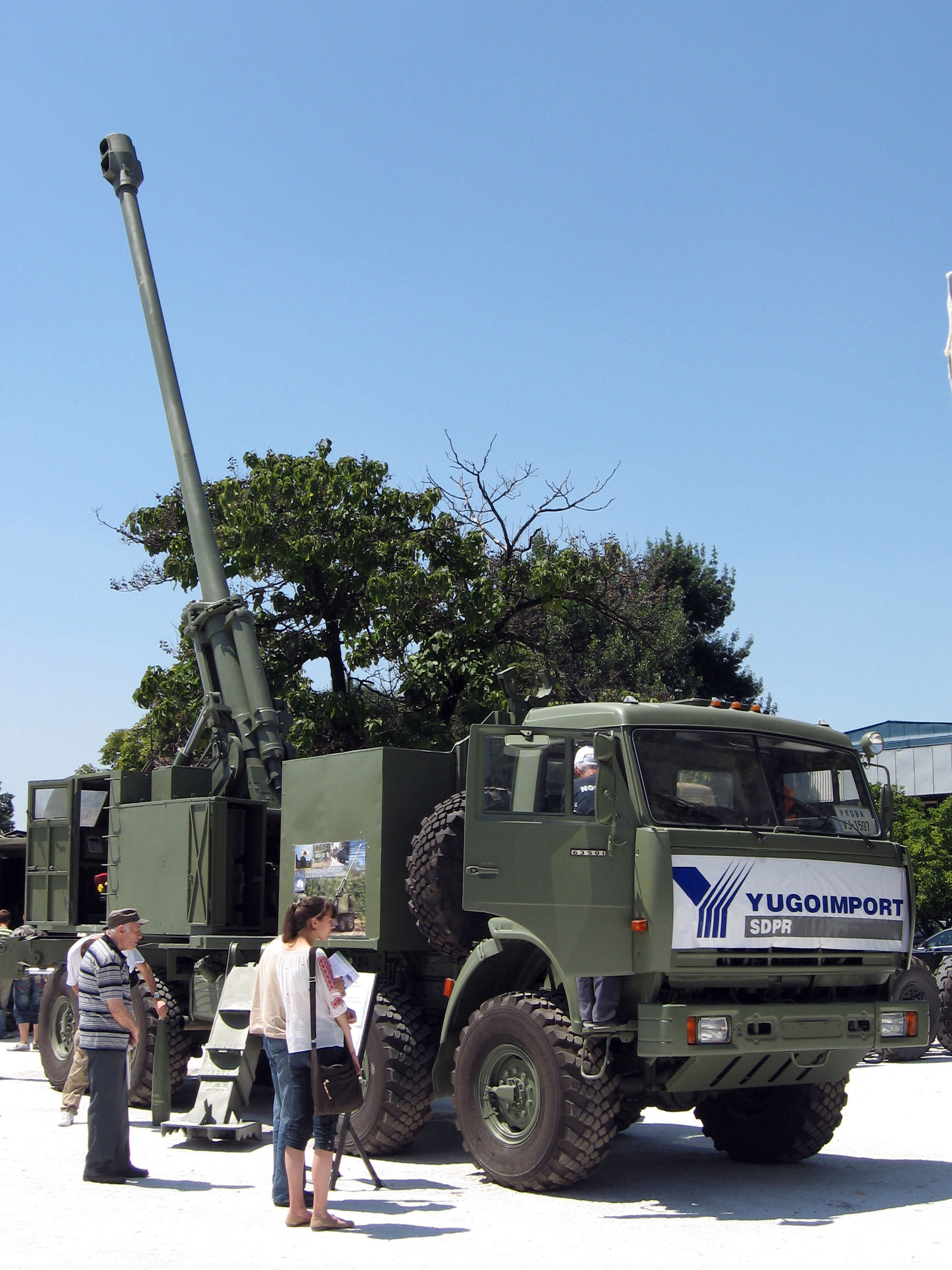
САУ НОРА Б-52 на шасси КамА3-63501

Основные характеристики:
- Основным орудием является 155-мм пушка-гаубица с длиной ствола 52 калибра с пороховой камерой объёмом 23 литра и двойным дульным тормозом. Пороховая камера разработана с принципом на самоснаряжение, соединена со вращающимся носителем капсюля. Предусмотрены возможности использования модульных зарядов в соответствии с военными требованиями стран Западной Европы.
- Максимальная дальность стрельбы в 41 км достигается при помощи боеприпасов АР ERFB BB.
- Скорость передвижения по шоссе достигает 80-100 км/ч, по пересечённой местности — 15-25 км/ч. Возможно преодоление водных преград и небольших препятствий.
- При массе 28 т САУ транспортабельна самолётами типа Ил-76, железнодорожным и морским транспортом.
- Гидравлическая система для уменьшения отдачи состоит из перекрывающихся четырёхугольных гидравлических креплений со встроенными амортизаторами, работает от пульта управления, расположенного на борту. Перевод из походного положения в боевое происходит за полторы минуты.
- Автоматическая система заряжания позволяет ускорять темп стрельбы, снижает физическую нагрузку экипажа: шесть гранат в минуту или три обычных снаряда за 20 секунд. По 12 слотов для снарядов расположены на каждом борту. Сзади располагается контейнер с 24 дополнительными боеприпасами.
- Система управления даёт возможность постоянно поддерживать связь с другими подразделениями.
- Угол подъёма от −3° до +51° с максимальной скоростью в 20 мм/сек, по горизонтали угол поворота составляет 60° при скорости в 100 мм/сек. Движение орудия достигается при помощи электрогидравлической системы.
- В экипаж входят 4-5 человек, хотя ранее экипаж составлял 10 человек (затем места для посадки заменили отделением для боеприпасов).
- Противоатомная защита(ПАЗ) — фильтровентиляционная установка и герметичная кабина расчета.

На гаубице Нора Б-52 установлено основное оборудование из системы «Сетецентрическая война», которая используется преимущественно армией США и подразумевает включение всех сухопутных, морских и воздушных военных подразделений в бой. В первую очередь к нему относятся многочисленные датчики и радары, позволяющие обнаруживать дружественные войска и моделировать боевую ситуацию, ускоряющие связь.

## Модификации
- NORA B-52 — шасси FAP 2832
- NORA B-52K1\B-52K1B — шасси КамАЗ-63501
- NORA B-52KE — шасси КамАЗ-63501

## Сравнение с аналогичными САУ на колёсном шасси
|                                                                                        | G6-52 ER | Zuzana 2                          | CAESAR                                                       | Archer                                                  | ATMOS 2000                                                   | Нора Б-52                                                                    |
| -------------------------------------------------------------------------------------- | --- | --------------------------------- | ------------------------------------------------------------ | ------------------------------------------------------- | ------------------------------------------------------------ | ---------------------------------------------------------------------------- |
| Внешний вид                                                                            | |                                   |                                                              |                                                         |                                                              |                                                                              |
| Год принятия на вооружение                                                             | н/д | н/д                               | 2008                                                         | 2011                                                    | 2004                                                         | 2006                                                                         |
| Шасси                                                                                  | 6 × 6 | 8 × 8                             | 6 × 6 (8 × 8)                                                | 6 × 6 (8 × 8)                                           | 6 × 6                                                        | 8 × 8                                                                        |
| Боевая масса, т                                                                        | 49,0 | 32,0                              | 17,7                                                         | 30,0 (33,0)                                             | 22,0                                                         | 28,0                                                                         |
| Экипаж                                                                                 | 3-5 | 4                                 | 3-5                                                          | 3-4                                                     | 4-6                                                          | 3-5                                                                          |
| Бронирование                                                                           | Сварной корпус и башня, стальная катаная противопульная, противоосколочная, лоб от 20мм пушки. Двойное днище, противоминная защита от подрыва 6кг. | противопульная, противоосколочная | STANAG 4569 Level 2                                          | противопульная, противоосколочная кабина, противоминное | бронированная кабина                                         | STANAG 4569 Level 2 (лоб и корма), 1 (борты), 2A и 2B (противоминная защита) |
| Автомат заряжания                                                                      | да | да                                | полуавтоматический (автоматическая подача снарядов с грунта) | да (в необитаемой башне)                                | полуавтоматический (автоматическая подача снарядов с грунта) | да                                                                           |
| Максимальная скорострельность, выстр./мин                                              | 8 | 6                                 | 8                                                            | 7                                                       | 5                                                            | 12                                                                           |
| Максимальная скорострельность в режиме «Шквал огня»                                    | н/д | н/д                               | 3 выстрела по 6 сек.                                         | 3 выстрела по 6,7 сек. (практическая по 8,7 сек.)       | н/д                                                          | 3 выстрела по 6,7 сек.                                                       |
| Режим «Огневой шквал»(MRSI)                                                            | 5-6 снарядами на 25 км | да                                | н/д                                                          | до 6                                                    | н/д                                                          | да                                                                           |
| Время развертывания/ Время свертывания, сек.                                           | 30 н/д | <40 32-43 (для Dana-M2 в Украине) | 60 40                                                        | 14(23 до выстрела) 24                                   | н/д н/д                                                      | 90 н/д                                                                       |
| Калибр пушки, мм                                                                       | 155 | 155                               | 155                                                          | 155                                                     | 155                                                          | 155                                                                          |
| Длина ствола, калибров                                                                 | 52 | 52                                | 52                                                           | 52                                                      | 52                                                           | 52                                                                           |
| Боекомплект орудия, выстрелов                                                          | 48 | 40                                | 18 (30)                                                      | 40                                                      | 27                                                           | 48                                                                           |
| Максимальная дальность стрельбы, км ОФС: АР ОФС: АР ОФС XM982 Excalibur: АР ОФС V-LAP: | 38 50 н/д 67 | н/д 41 н/д                        | 41 н/д 46-49 54                                              | 30 40 60 н/д                                            | 30 41 н/д                                                    | 41 46,5 н/д 56                                                               |
| Мощность двигателя, л. с.                                                              | 525 | 450                               | 410                                                          | 330(440)                                                | 315                                                          | 410                                                                          |
| Удельная мощность, л. с./т                                                             | 10,7 | 14                                | 23,2                                                         | 11 (13,3)                                               | 14,3                                                         | 14,6                                                                         |
| Максимальная скорость, км/ч                                                            | 80 | 80                                | 80                                                           | 70 (90)                                                 | 80                                                           | 90                                                                           |
| Запас хода по шоссе, км                                                                | 700 | 600                               | 600                                                          | 500                                                     | 1000                                                         | 1000                                                                         |
| Стоимость, млн. $                                                                      | н/д | н/д                               | ~2,9                                                         | н/д                                                     | ~2                                                           | 1,5                                                                          |

Сноски
1. ↑  версия «Extended Range» с зарядной каморой объёмом 25 литров
2. ↑  Режим «Огневой шквал» (англ. MRSI, multiple rounds simultaneous impact) позволяет атаковать цель несколькими снарядами таким образом, что все они достигают цели одновременно.
3. ↑  V-LAP (Velocity-enhanced Long-Range Artillery Projectile) — активно-реактивный снаряд с улучшенными аэродинамическими характеристиками
4. ↑  версия «Extended Range» с зарядной каморой объёмом 25 литров

## На вооружении
- Мьянма — 36[28]
- Кения — более 2 Нора Б-52, по состоянию на 2021 год[29], всего заказано 30.
- Бангладеш — 24[30]
- Сербия — 18 единиц NORA B-52 на вооружении по состоянию на 2024 год[31].
- Кипр — 24 единицы NORA B-52 на вооружении по состоянию на 2024 год[32].
- Азербайджан — в 2023 году заказаны 48 гаубиц на сумму 350 млн. $.